# Розенвассер, Ефим Натанович

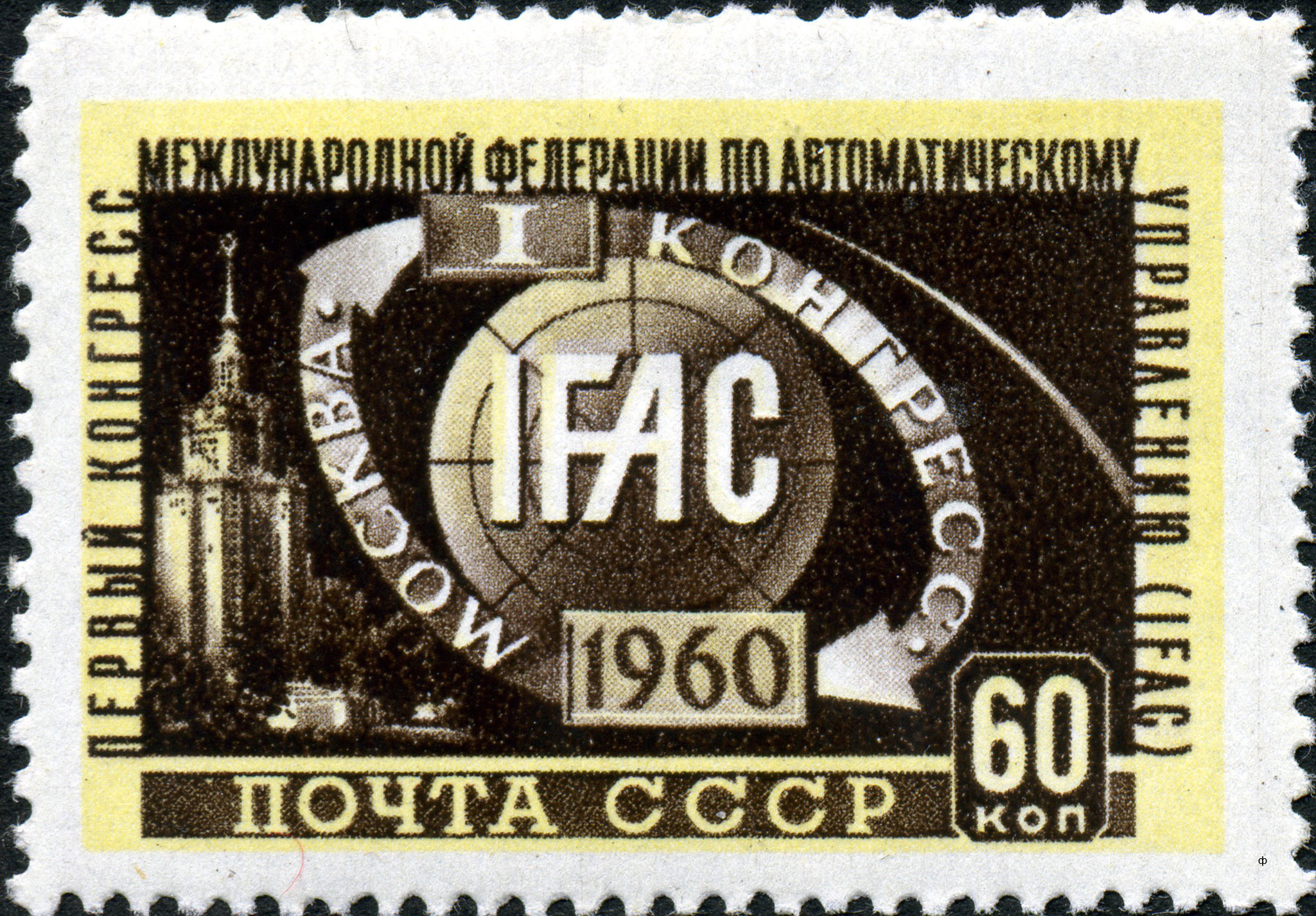
В 1960 г. Е. Н. Розенвассер выступил с докладом на Первом конгрессе Международной федерации по автоматическому управлению (ИФАК)

Ефим Натанович Розенвассер (род. 28 июля 1932) — российский учёный в области теории управления и её приложений к проблемам кораблестроения, профессор, доктор технических наук, Заслуженный деятель науки Российской Федерации.

## Биография
В 1956 году окончил Ленинградский кораблестроительный институт (ЛКИ) с квалификацией «инженер-механик».
В 1958 году после работы в промышленности поступил в аспирантуру ЛКИ, которую успешно закончил в 1961 году.
В 1959 году заочно окончил Ленинградский Государственный Университет с квалификацией «математик».
В 1960 году выступил с докладом в Москве на Первом конгрессе Международной федерации по автоматическому управлению (ИФАК).
В 1969 году разработал метод интегральных уравнений для расчета систем автоматического уравнения, который изложил в монографии «Колебания нелинейных систем». В том же году он и профессор ЛКВВИА Р. М. Юсупов опубликовали монографию «Чувствительность систем автоматического управления», которая стала первой книгой по этому направлению в СССР.
С 1961 года работает в ЛКИ (ныне Санкт-Петербургский государственный морской технический университет — СПбГМТУ) в должностях ассистента, старшего преподавателя, доцента, заведующего кафедрой.
В 1961 году Е. Н. Розенвассер защитил диссертацию на соискание ученой степени кандидата физико-математических наук, в 1964 году защитил докторскую диссертацию. В 1968 году получил звание профессора.
В 1971, 1973 и 1981 годах издал несколько монографий, в которых были сформулированы общие понятия параметрической модели систем управления и приведена общая постановка задачи исследования чувствительности параметрических моделей для широкого класса разрывных динамических систем, а также было введено общее определение функций чувствительности.
С 1980 года — научный руководитель научно-исследовательской лаборатории системного моделирования.
С 1996 года — действительный член Академии навигации и управления движением.
С 2000 года — действительный член Академии инженерных наук.

## Научные интересы
- Теория абсолютной устойчивости.
- Методы исследования периодических колебаний нелинейных систем, основанные на применении интегральных уравнений Гаммерштейна.
- Теория линейных периодических систем, включающая системы с запаздыванием, основанная на применении интегральных уравнений Фредгольма II рода.
- Теория параметрической чувствительности динамических систем[7].
- Методы исследования периодически нестационарных систем и конечномерных линейных нестационарных систем общего вида.
- Прямые методы анализа и синтеза систем цифрового управления, основанные на концепции параметрической передаточной функции[6].
- Решение ряда алгебраических проблем теории многомерных линейных систем, включая разработку теории детерминантных полиномиальных уравнений и теории нормальных рациональных матриц.

## Научные достижения
Ефим Натанович является основателем и руководителем исследований в ряде современных научных направлений в области динамических объектов, функционирующих в различных средах, методов исследования колебаний нелинейных систем, методов теории чувствительности систем управления, а также методов цифрового управления. Является научным руководителем научной школы «Динамические процессы и процессы управления и их применение к задачам военного кораблестроения», включенной в реестр ведущих научных (научно- педагогических) школ Санкт-Петербурга (реестровый № 288).
Возглавляя в течение длительного времени кафедру автоматизированных корабельных комплексов управляющих систем, Ефим Натанович успешно сочетает педагогическую, научную и наставническую деятельность. Подготовил более тридцати кандидатов наук, под его руководством подготовлены четыре успешно защищенных докторских диссертаций.
Более тридцати лет он является бессменным научным руководителем организованной по его инициативе отраслевой научно-исследовательской лабораторией системного моделирования, сотрудниками осуществлено значительное число актуальных теоретических и инженерных разработок в интересах целого ряда ведущих отечественных предприятий.
Результаты своих теоретических исследований Ефим Натанович единолично и в соавторстве опубликовал в 18 монографиях и более чем в трехстах статьях, большинство которых входит в базы Scopus и Web of Science, в том числе более чем в пятидесяти статьях в журнале «Автоматика и телемеханика».
Из восемнадцати монографий Розенвассера две изданы в США и пять — в западной Европе, в том числе три в издательстве «Шпрингер». В рамках многолетнего договора о сотрудничестве между СПбГМТУ и университетом города Росток, ФРГ, где Ефим Натанович избран почетным доктором, им, совместно с немецкими коллегами, проводилась работа по внедрению его теоретических результатов в инженерные разработки. По результатам проведенных совместных исследований было сделано свыше тридцати докладов на ведущих международных конференциях, таких как конгресс IFAC, CDC, Европейская конференция по управлению.

## Награды
- В 1994 году присуждена стипендия Президента Российской Федерации для выдающихся ученых России.
- В 1998 году присвоено почетное звание заслуженного деятеля науки Российской Федерации.
- В 1998 году избран действительным членом Британского общества морских инженеров.
- В 2002 году присвоено звание почетного доктора Ростокского университета.
- В 2020 году награждён орденом Дружбы за многолетнюю плодотворную педагогическую деятельность, опыт и заслуги в развитии ряда актуальных направлений в теории управления, такие как нелинейные колебания, теория чувствительности систем управления, теория цифрового управления, а также плодотворную деятельность по решению актуальных проблем отечественного кораблестроения[9].

## Публикации
- Розенвассер Е. Н. Колебания нелинейных систем. Метод интегральных уравнений. М.: Наука, 1969.
- Розенвассер Е. Н., Воловодов С. К. Операторные методы и колебательные процессы. М.: Наука, 1985.
- Розенвассер Е. Н., Юсупов Р. М. Чувствительность систем управления. М.: Наука, 1973.
- Розенвассер Е. Н. Периодически нестационарные системы управления. М.: Наука, 1973.
- Розенвассер Е. Н. Показатели Ляпунова в теории линейных систем управления. М.: Наука, 1977.
- Розенвассер Е. Н. Линейная теория цифрового управления в непрерывном времени. М.: Наука, 1994.
- Rosenwasser E.N., Lampe B.P. Digitale Regelung in kontinuierlicher Zeit (нем.). Stuttgart: B.G. Teuner, 1997.
- Rosenwasser E.N., Lampe B.P. Algebraische Methoden zur Theorie der MehgrofienAbstastsysteme (нем.). Rostock: Universitat, 2000.
- Rosenwasser E.N., Lampe B.P. Computer-Controlled Systems: Analysis and Design with Process-orientated Models (анг.). London: Springer Verlag, 2000.
- Rosenwasser E.N., Lampe B.P. Multivariable computer controlled systems — a transfer function approach(анг.). London: Springer-Verlag, 2006.
- Розенвассер Е. Н. Полиномиальные и рациональные матрицы. Модальное управление дискретными объектами. СПб: Изд-во СПбГМТУ, 2013.